# Брієва
Брієва (ісп. Brieva) — муніципалітет в Іспанії, у складі автономної спільноти Кастилія-і-Леон, у провінції Сеговія. Населення — 74 особи (2010).
Муніципалітет розташований на відстані близько 75 км на північний захід від Мадрида, 11 км на північний схід від Сеговії.

## Демографія
Динаміка населення (INE ):